# Thomson (cráter)

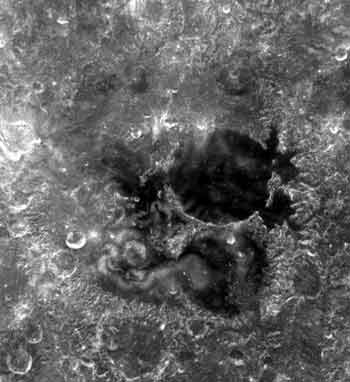
Mare Ingenii, dominado por el cráter Thomson

Thomson es un cráter de impacto que se encuentra dentro del Mare Ingenii, en la cara oculta de la Luna. Justo al noreste se halla la inusual formación de cráteres fusionados de Van de Graaff. En el borde noroeste del mar lunar se ubica O'Day, y al sur-suroeste yace Obruchev, en la orilla sur del Mare Ingenii.
En el pasado el cráter fue inundado por la lava, dejando solamente el borde exterior intacto. Presenta huecos en los bordes del este y del oeste, dejando dos formaciones montañosas con forma de "media luna" una frente a otra, sobre un suelo relativamente plano. Un resto de cráter inundado de lava similar está unido al borde sur de Thomson. El suelo tiene una posee una serie de impactos secundarios que forman líneas cortas y diversas alineaciones atravesando la superficie.

## Cráteres satélite
Por convención estos elementos son identificados en los mapas lunares poniendo la letra en el lado del punto medio del cráter que está más cercano a Thomson.
|         | \| Thomson \| Coordenadas \| Diámetro \| \| ------- \| ------------------------------- \| -------- \| \| J \| 35°54′S 169°36′E / -35.9, 169.6 \| 44 km \| \| M \| 35°42′S 166°00′E / -35.7, 166.0 \| 119 km \| \| V \| 30°42′S 162°12′E / -30.7, 162.2 \| 13 km \| \| W \| 30°12′S 163°18′E / -30.2, 163.3 \| 17 km \| |          |
| Thomson | Coordenadas | Diámetro |
| J       | 35°54′S 169°36′E / -35.9, 169.6 | 44 km    |
| M       | 35°42′S 166°00′E / -35.7, 166.0 | 119 km   |
| V       | 30°42′S 162°12′E / -30.7, 162.2 | 13 km    |
| W       | 30°12′S 163°18′E / -30.2, 163.3 | 17 km    |

## Referencias

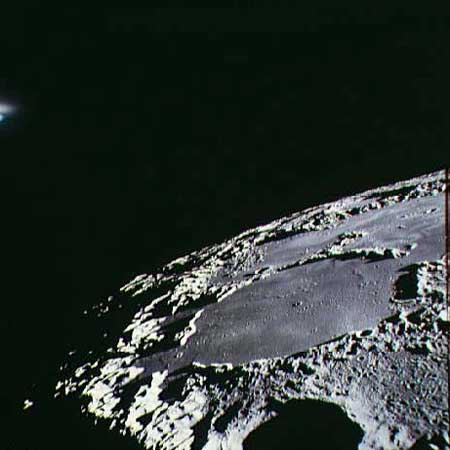
Fotografía de la misión Apolo 15